# Anne Fontaine
Anne Fontaine, född Sibertin-Blanc 15 juli 1959 i Luxemburg, är en fransk regissör, manusförfattare och skådespelare.
Fontaine inledde sin karriär som skådespelare och debuterade som regissör 1993 med Les histoires d'amour finissent mal... en général. Sedan dess har hon regisserat filmer som Kemtvätten (1997) som prisades vid Filmfestivalen i Venedig och Coco - livet före Chanel från 2009 som nominerades till så väl en BAFTA Award som en Césarpris. Karriären som skådespelare varade mellan 1980 och 1999, sedan dess har hon enbart ägnat sig åt att regissera och skriva manus.

## Filmografi (i urval)
- 1993 – Les histoires d'amour finissent mal... en général
- 1997 – Kemtvätten
- 1999 – Augustin, roi du Kung-fu
- 2003 – Nathalie...
- 2006 – Nouvelle chance
- 2009 – Coco - livet före Chanel
- 2011 – En bohem i Paris
- 2013 – Perfect Mothers